# Rio Lourêdo

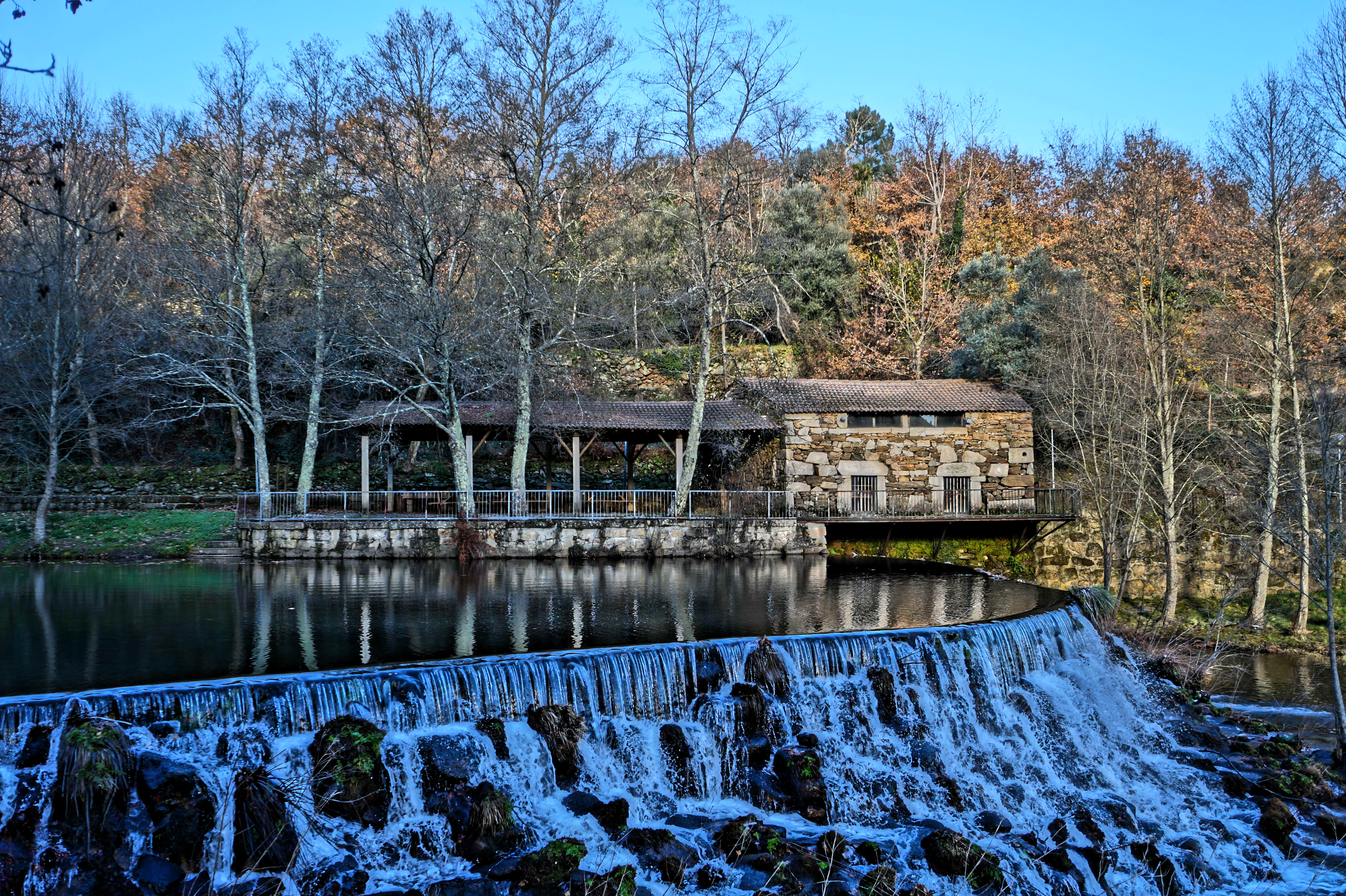

O rio Lourêdo de Cerva, nasce na Serra do Alvão, em Afonsim, tendo inicialmente a designação de rio Torno. Passa a norte de Soutelo de Aguiar e de Gouvães da Serra, a sul de Lixa do Alvão e de Santa Marta da Montanha, na Portela de Santa Eulália (Salvador) e em Seixinhos (Cerva), onde tem a denominada ponte romana de Lourêdo. Aqui, a oeste do centro da Vila de Cerva, junta-se-lhe o rio Póio, sendo então definitivamente o rio designado "Lourêdo". Passa de seguida a norte de Asnela (Cerva) e desagua em Agunchos (Cerva), na margem esquerda (leste) do rio Tâmega.
Dele nasce a antiquissima Levada de Agunchos (Cerva), que fertiliza os campos que lhe ficam confinados.
Tem trechos de grande beleza, como o açude de Carvelheda ou Casas Novas (Cerva) onde podem andar Barcos de Recreio.
É sobre ele que fica a Ponte Medieval de Lourêdo, em Cerva, e a restaurada Azenha junto ao açude das Casas Novas (Cerva).

## Afluentes
- Rio Póio